# 요한 하리
요한 에두아르트 하리(영어: Johann Eduard Hari, 1979년 1월 21일~)는 《인디펜던트》와 《허프포스트》에서 근무했던 스코틀랜드 출신 작가이다. 2011년 하리는 2001년부터 상습적인 표절과 자료 조작, 자신을 비판한 언론인들의 위키백과 문서를 악의적으로 편집한 것을 인정한 뒤 《인디펜던트》에서 정직되었으며 이후 사임했다. 이후로는 우울증, 마약과의 전쟁, 기술이 주의력에 미치는 영향, 비만 치료제에 관한 책을 썼다.

## 어린 시절
스코틀랜드인 어머니와 스위스인 아버지 사이에서 스코틀랜드 글래스고에서 태어났으며 어렸을 때 가족과 함께 런던으로 이사했다.
해로우 스쿨 부설 사립학교인 John Lyon School 에 다녔고 그 후 핀칠리에 있는 국립 식스폼 칼리지인 우드하우스 칼리지에 다녔다. 2001년 사회과학 및 정치학에서 2과목 최고 등급을 차지하며 케임브리지 대학교 킹스 칼리지를 졸업했다.